# Simon van der Woude
Siemon (Simon) van der Woude (Lemsterland, 7 augustus 1882 - Amsterdam, 9 mei 1942) was voorzitter van de Nederlandse omroeporganisatie VARA.

## Leven en werk
Van der Woude werd in 1882 in Lemsterland geboren als zoon van Abraham van der Woude en Jette Meijer. Van der Woude werd in 1927 voorzitter van de VARA, als opvolger van de zieke Christiaan van Doorn. Net als zijn beide voorgangers werd hij voor het vervullen van deze functie niet betaald.  Van der Woude was in het dagelijks leven technisch adviseur van de toenmalige PTT. In die periode waren veel radiosleutelaars lid van de VARA. Hun technische vragen werden door Van der Woude persoonlijk beantwoord. Onder zijn leiding groeide zowel het ledenaantal als de activiteiten van de VARA. Op 1 januari 1927 bedroeg het aantal leden 1648 en op 1 januari 1930 was dat aantal gestegen tot 70.927. Onder zijn leiding werd in 1929 een nieuw studiogebouw aan de Heuvellaan in Hilversum gerealiseerd.  Toen in 1929 besloten werd om de functie van omroepvoorzitter bij de VARA te honoreren wierp Van der Woude zich op als kandidaat. Omdat Van der Woude niet voldeed aan een duidelijk sociaaldemocratisch profiel werd hij buitenspel gezet. Hij werd in 1930 opgevolgd door de SDAP-politicus Arend de Vries. Volgens Van der Woude speelden antisemitische overwegingen een rol bij zijn afwijzing. Hij voelde zich "weggejaagd als een hond".
Van der Woude trouwde op 6 juli 1916 te Amsterdam met Judith Warradijn. Na haar overlijden hertrouwde hij in 1939 met E. de Vries. Hij overleed in mei 1942 op 59-jarige leeftijd in zijn woonplaats Amsterdam. Zijn weduwe overleefde de Tweede Wereldoorlog.
Levinus van Looi (1925-1926) · Christiaan van Doorn (1926-1927) · Simon van der Woude (1927-1930) · Arend de Vries (1930-1946) · Klaas de Jonge (wnd, 1946-1949) · Jaap Burger (1949-1966) · Jan Broeksz (1967-1970) · André Kloos (1970-1980) · Albert van den Heuvel (1980-1985) · Marcel van Dam (1986-1995) · Vera Keur (1995-2009) · Cees Korvinus (2009-2011) · Hans Andersson (2011-2013)